# Cediopsylla tepolita
Cediopsylla tepolita är en loppart som beskrevs av Barrera 1967. Cediopsylla tepolita ingår i släktet Cediopsylla och familjen husloppor. Inga underarter finns listade i Catalogue of Life.